# Melanimon tibialis
Melanimon tibialis is een kever in de zwartlijvenfamilie Tenebrionidae. Het is soort de enige vertegenwoordiger van het geslacht Melanimon in Centraal-Europa. Hij leeft in zandgebieden en heeft een lengte van 3 tot 4 mm. Hij komt oorspronkelijk voor van Europa tot Azië.

## Voorkomen
Melanimon tibiale is een Palaearctische soort en is wijdverbreid in Europa. In het noorden strekt hun verspreidingsgebied zich uit tot Scandinavië en Groot-Brittannië. De soort komt niet voor op het Iberisch schiereiland en strekt zich in het oosten uit tot Centraal-Azië en Siberië.

## Levenswijze
De volwassen kevers worden waargenomen in mei en juni. De keversoort geeft de voorkeur aan droge zandgronden, vooral kust- en binnenduinen, als biotoop. Melanimon tibiale wordt vaak gevonden in hetzelfde leefgebied als de iets grotere zwarte kever Opatrum sabulosum.